# 万福镇 (盖州市)
万福镇，是中华人民共和国辽宁省营口市盖州市下辖的一个乡镇级行政单位。

## 行政区划
万福镇下辖以下地区：
福庄社区、万福村、芹菜沟村、杨木林村、后阎闸村、前阎闸村、西朝阳村、石岭子村、前徐堡村、吴家屯村、洪屯村、柞树甸村、清河村、兴隆屯村、贵子沟村、苇塘村和东朝阳村。